# Adolf Ernst Theodor Müller
Adolf Ernst Theodor Müller (* 12. Februar 1813 in Blankenburg; † 25. September 1877 in Wolfenbüttel) war Jurist und Mitglied des Reichstags des Norddeutschen Bundes.

## Leben
Müller besuchte die Gymnasien zu Blankenburg und Wolfenbüttel und studierte von 1832 bis 1836 in Tübingen und Jena. 1832 wurde er in Tübingen Mitglied der Burschenschaft Feuerreiter.  1833 wurde er in Tübingen wegen Teilnahme an angeblich hochverräterischen Verbindungen der Burschenschaft für drei Monate verhaftet. 1838 wurde er begnadigt und zum Examen zugelassen.
Ab 1840 war er Rechtsanwalt und Notar in Wolfenbüttel, später auch Obergerichtsadvokat. Von 1847 bis 1874 war er Stadtverordneter und von 1871 bis 1876 Vorsitzender der Stadtverordnetenversammlung in Wolfenbüttel. Zwischen 1863 und 1875 war er Mitglied des Braunschweigischen Landtags und ab 1871 auch der Kreisversammlung. 1867 war er Mitglied des Konstituierenden Reichstags des Norddeutschen Bundes für den Reichstagswahlkreis Herzogtum Braunschweig 2 (Helmstedt, Wolfenbüttel) und die Nationalliberale Partei.